# Coyote Flats
Coyote Flats es un lugar designado por el censo ubicado en el condado de Johnson en el estado estadounidense de Texas. En el Censo de 2010 tenía una población de 312 habitantes y una densidad poblacional de 35,81 personas por km².

## Geografía
Coyote Flats se encuentra ubicado en las coordenadas 32°21′20″N 97°17′32″O / 32.35556, -97.29222. Según la Oficina del Censo de los Estados Unidos, Coyote Flats tiene una superficie total de 8.71 km², de la cual 8.62 km² corresponden a tierra firme y (1.04%) 0.09 km² es agua.

## Demografía
Según el censo de 2010, había 312 personas residiendo en Coyote Flats. La densidad de población era de 35,81 hab./km². De los 312 habitantes, Coyote Flats estaba compuesto por el 97.12% blancos, el 0.64% eran afroamericanos, el 0% eran amerindios, el 0% eran asiáticos, el 0% eran isleños del Pacífico, el 1.6% eran de otras razas y el 0.64% pertenecían a dos o más razas. Del total de la población el 6.73% eran hispanos o latinos de cualquier raza.